# Parafia Wniebowzięcia Najświętszej Maryi Panny w Nabrożu-Kolonii
Parafia Wniebowzięcia Najświętszej Maryi Panny w Nabrożu-Kolonii – parafia rzymskokatolicka znajdująca się w dekanacie Łaszczów, w diecezji zamojsko-lubaczowskiej. 
Do parafii należą wierni z następujących miejscowości: Dobużek, Kmiczyn, Kryszyn, Łykoszyn, Mołożów, Nabróż, Nabróż-Kolonia, Stara Wieśi Tuczapy.
Parafia została założona 15 listopada 1411 roku. Liczba wiernych: 2800.